# Thyregis kershawi
Thyregis kershawi là một loài bọ cánh cứng trong họ Bọ hung (Scarabaeidae).